# Ewald Hillermann
Ewald Hillermann (* 17. März 1906 in Schneverdingen; † 9. September 2003 in Soltau) war ein Autor plattdeutscher Erzählungen, Gedichte und Liedtexte. 1970 erhielt er für sein Werk und seine Verdienste um die plattdeutsche Sprache den Freudenthal-Preis der Freudenthal-Gesellschaft.

## Leben
Im Kreis Soltau geboren und aufgewachsen absolvierte Hillermann 1921 eine Schlosserlehre und arbeitete anschließend als Geselle. Nach einer Phase der Arbeitslosigkeit (1930–33) war er für die Standortverwaltung Soltau tätig. 1935 wurde Hillermann Flugzeugschlosser am Flugplatz Faßberg (Kreis Celle). Hier absolvierte er die Meisterprüfung im Maschinenbau und wurde Lehrwerksmeister für Flugwerk an der Fliegertechnikerschule Faßberg. Nach dem Ende des Zweiten Weltkriegs stand er als Techniker anfangs in den Diensten der britischen Besatzungstruppen.
Von 1959 bis 1961 arbeitete er als Haustechniker an der Freudenthal-Schule Soltau, danach war er bis zum Beginn seines Ruhestands (1967) bei der Staatlichen Bauleitung in Munster (Örtze) angestellt. 1970 erhielt Hillermann den Freudenthal-Preis der gleichnamigen Gesellschaft. Er starb 2003 in Soltau.
Nach seinem Tod wurde ein Weg in Schneverdingen nach ihm benannt.

## Werke (Auswahl)

### Autor
- As en Born löppt de Tiet: Niederdeutsche Gedichte. (mit Zeichnungen von Joachim Grauenhorst). Heimatbund des Kreises Soltau, Soltau 1973.
- Bunte Parlen in'n Heidesand. Bremen, Hauschild 1992, ISBN 3-926598-63-8.
- Wunnerliche Geschichten. Bremen, Hauschild 1992, ISBN 3-926598-66-2.

### Autor und Sprecher
- De Eekboom: Plattdüütsch Woort un Plattdüütsch Leed: Niederdeutsche Lyrik. (Schallplatte; Chorsätze: Heinz Lemmermann, Gesang: Frauenchor Soltau, Liedertafel Soltau). Soltauton Wundschuh, Soltau 1976.

### Vertonungen
- Kiek över'n Tuun
- Danzmusik
- Schaperleed
- Avendleed

Die Vertonungen wurden von Heinz Lemmermann (Melodie und Satz) vorgenommen und sind Teil des Heidjers Leeder-Zyklus för Männerchor. Eres Edition, Lilienthal/Bremen 1977.